# Tugtupiet

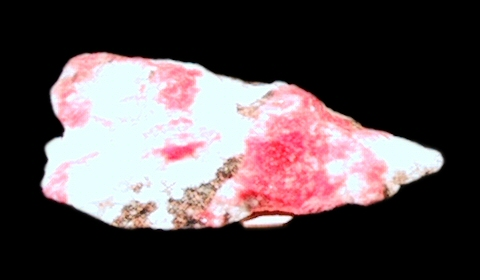
Tugtupiet

Het mineraal tugtupiet is een chloor-houdend natrium-aluminium-beryllium-silicaat met de chemische formule Na4AlBe(Si4O12)Cl. Het tectosilicaat behoort tot de veldspaatvervangers.

## Eigenschappen
Het doorzichtig tot doorschijnend witte, roze, groene of blauwe tugtupiet heeft een glas- tot vetglans, een witte streepkleur en de splijting van het mineraal is imperfect volgens het kristalvlak [111]. Het kristalstelsel is tetragonaal. Tugtupiet heeft een gemiddelde dichtheid van 2,36, de hardheid is 4 en het mineraal is niet radioactief.

## Naamgeving
De naam van het mineraal tugtupiet is afgeleid van de plaats waar het voor het eerst beschreven werd; Tugtup agatakorfia in Groenland.

## Voorkomen
Het mineraal tugtupiet wordt gevormd in silica-arme, alkali-rijke stollingsgesteenten. De typelocatie is Tugtup agatakorfia, Tunugdliarfik, Groenland.